# WatchOS 8
watchOS 8 est le 8e système d'exploitation de l'Apple Watch. Il est développé par Apple Inc..
Comme toutes les autres versions de watchOS, ce système d’exploitation est basé sur iOS, ici iOS 15. watchOS 8 a été présenté lors de la WWDC 21, le 7 juin 2021 à San José

## Fonctionnalités[2]

### Cadrans
Apple a intégré un mode portrait sur les cadrans: on a l’arrière-plan transparent derrière le visage d’une personne

### Photos
Les souvenirs et photos en vedette peuvent désormais être synchronisées automatiquement avec l’Apple Watch. Il existe également une nouvelle grille en mosaïque et on peut partager ses photos en quelques clics sur par message ou par mail.

### Messages
L’app messages contient de nouvelles fonctionnalités: on a la possibilité d’écrire un message à l’aide de la dictée, du gribouillage et des emojis à la fois. On peut aussi envoyer des GIF

### Détection de chute
La détection de chute fonctionne désormais aux entraînements, y compris en bicyclette[réf. nécessaire].

### Musique
On peut désormais partager des chansons, des albums et des listes de lecture par message ou par mail.

### Entraînements
Les nouveaux entraînements sont le Tai Chi et le Pilates.

### Fitness +
Il y a quelques améliorations: le service propose de nouveaux entraînements qui se concentre par exemple sur la force et entraînement et il y a des commentaires vocaux.
Il prend également en charge la fonction Image dans l’image et aussi des filtres supplémentaires qui aide à définir un entraînement parfait.

### Respirer
L’application respirer permet de se concentrer sur la respiration tout au long de la journée, mais aussi à réfléchir.

### Configuration familiale
Cette version prend en charge les cartes de transport dans certaines régions pour que les membres de la famille puissent utiliser les transports en commun. Il existe une fonctionnalité Randonnée pour les enfants

### AssistiveTouch
AssistiveTouch permet aux utilisateurs d’utiliser l’Apple Watch sans avoir à toucher l'écran ou les commandes: ce qui est pratique lorsqu’un bouton est hors service.

### Localiser
L’application Localiser est désormais sur l’Apple Watch et qui permet de localiser les appareils Apple directement depuis son poignet

### Météo
Lapplication Météo indique les avertissements de temps violent, les alertes de précipitations de l’heure suivante et l'intensité de la pluie.

### Commandes audio
Dans le centre de contrôle, il y a le niveau de casque en temps réel lorsqu’on écoutez des médias, comme on peut le faire sur iPhone et iPad.

## Compatibilité
watchOS 8 est compatible avec les appareils suivants :
- Apple Watch Series 3
- Apple Watch Series 4
- Apple Watch Series 5
- Apple Watch SE
- Apple Watch Series 6
- Apple Watch Series 7